# Algérie tại Thế vận hội
Algérie lần đầu tiên tham dự Thế vận hội vào năm 1964, và từ đó tới nay tham gia liên tục các Thế vận hội Mùa hè, trừ kỳ Thế vận hội Mùa hè năm 1976. Algérie cũng từng gửi vận động viên (VĐV) đến tranh tài tại 3 kỳ Thế vận hội Mùa đông.
Ủy ban Olympic Algeria được thành lập vào năm 1963.
Vận động viên thể dục dụng cụ Mohamed Lazhari đại diện cho Algeria lần đầu tiên tham gia đấu trường Olympic tại Thế vận hội Mùa hè 1964.
Tại Thế vận hội Mùa hè 1976, Algérie đã không tham gia như một sự phản đối quyết định của IOC không phạt các quốc gia trước đó từng thi đấu tại Nam Phi, đang dưới chế độ Apartheid. Hầu hết các quốc gia châu Phi đều rút khỏi kì Olympic. Chính Nam Phi, trước vụ việc này, vốn đã bị cấm tham gia các kì Thế vận hội từ năm 1964.
Tại Thế vận hội Mùa hè 1980, Algérie lần đầu tiên tham gia các môn thể thao đồng đội, tranh tài ở môn bóng đá và bóng ném. Algérie giành được những tấm huy chương đầu tiên tại Thế vận hội Mùa hè 1984, khi Mustapha Moussa và Mohamed Zaoui đều cùng đạt được huy chương đồng môn Quyền Anh.

## Bảng huy chương

### Huy chương tại các kỳ Thế vận hội Mùa hè
| Thế vận hội           | Số VĐV            | Vàng          | Bạc           | Đồng          | Tổng số       | Xếp thứ       |
| 1896–1960             | không tham dự     | không tham dự | không tham dự | không tham dự | không tham dự | không tham dự |
| Tokyo 1964            | 1                 | 0             | 0             | 0             | 0             | –             |
| Thành phố México 1968 | 3                 | 0             | 0             | 0             | 0             | –             |
| München 1972          | 5                 | 0             | 0             | 0             | 0             | –             |
| Montréal 1976         | không tham dự     | không tham dự | không tham dự | không tham dự | không tham dự | không tham dự |
| Moskva 1980           | 54                | 0             | 0             | 0             | 0             | –             |
| Los Angeles 1984      | 32                | 0             | 0             | 2             | 2             | –             |
| Seoul 1988            | 42                | 0             | 0             | 0             | 0             | –             |
| Barcelona 1992        | 35                | 1             | 0             | 1             | 2             | –             |
| Atlanta 1996          | 45                | 2             | 0             | 1             | 3             | 34            |
| Sydney 2000           | 47                | 1             | 1             | 3             | 5             | 41            |
| Athens 2004           | 61                | 0             | 0             | 0             | 0             | –             |
| Bắc Kinh 2008         | 62                | 0             | 1             | 1             | 2             | 64            |
| Luân Đôn 2012         | 39                | 1             | 0             | 0             | 1             | 50            |
| Rio de Janeiro 2016   | 65                | 0             | 2             | 0             | 2             | 62            |
| Tokyo 2020            | 41                | 0             | 0             | 0             | 0             | –             |
| Paris 2024            | 45                | 2             | 0             | 1             | 3             | 39            |
| Los Angeles 2028      | Sự kiện tương lai |               |               |               |               |               |
|                       | Sự kiện tương lai |               |               |               |               |               |
| Tổng số               | Tổng số           | 7             | 4             | 9             | 20            | 67            |

### Huy chương tại các kỳ Thế vận hội Mùa đông
| Thế vận hội         | Số VĐV        | Vàng          | Bạc           | Đồng          | Tổng số       | Xếp thứ       |
| 1924–1988           | không tham dự | không tham dự | không tham dự | không tham dự | không tham dự | không tham dự |
| Albertville 1992    | 4             | 0             | 0             | 0             | 0             | –             |
| Lillehammer 1994    | không tham dự |               |               |               |               |               |
| Nagano 1998         | không tham dự |               |               |               |               |               |
| Salt Lake City 2002 | không tham dự |               |               |               |               |               |
| Turin 2006          | 2             | 0             | 0             | 0             | 0             | –             |
| Vancouver 2010      | 1             | 0             | 0             | 0             | 0             | –             |
| Sochi 2014          | không tham dự | không tham dự | không tham dự | không tham dự | không tham dự | không tham dự |
| Pyeongchang 2018    | không tham dự | không tham dự | không tham dự | không tham dự | không tham dự | không tham dự |
| Bắc Kinh 2022       | không tham dự | không tham dự | không tham dự | không tham dự | không tham dự | không tham dự |
| Tổng số             | Tổng số       | 0             | 0             | 0             | 0             | –             |

### Huy chương theo môn
| Môn thi đấu        | Vàng | Bạc | Đồng | Tổng số |
| ------------------ | ---- | --- | ---- | ------- |
| Điền kinh          | 4    | 3   | 2    | 9       |
| Quyền Anh          | 1    | 0   | 5    | 6       |
| Thể dục dụng cụ    | 1    | 0   | 0    | 1       |
| Judo               | 0    | 1   | 1    | 2       |
| Tổng số (4 đơn vị) | 6    | 4   | 8    | 18      |

## Chi tiết
| Tokyo 1964            | 1             | 1             | -             | -             | -             | -             | -             | -             | 1             | -             | -             | -             | -             | -             | -             | -             | -             | -             | -             | -             | -             | -             | -             | -             |               |               |               |               |               |
| Thành phố México 1968 | 3             | 2             | -             | -             | 2             | -             | -             | -             | 1             | -             | -             | -             | -             | -             | -             | -             | -             | -             | -             | -             | -             | -             | -             | -             |               |               |               |               |               |
| München 1972          | 5             | 2             | 4             | -             | 1             | -             | -             | -             | -             | -             | -             | -             | -             | -             | -             | -             | -             | -             | -             | -             | -             | -             | -             | -             |               |               |               |               |               |
| Montréal 1976         | không tham dự | không tham dự | không tham dự | không tham dự | không tham dự | không tham dự | không tham dự | không tham dự | không tham dự | không tham dự | không tham dự | không tham dự | không tham dự | không tham dự | không tham dự | không tham dự | không tham dự | không tham dự | không tham dự | không tham dự | không tham dự | không tham dự | không tham dự | không tham dự | không tham dự | không tham dự | không tham dự | không tham dự | không tham dự |
| Moskva 1980           | 57            | 9             | 9             | -             | 3             | -             | 1             | 17            | -             | 14            | 3             | -             | -             | -             | 4             | -             | -             | -             | -             | 3             | 3             | -             | -             | -             |               |               |               |               |               |
| Los Angeles 1984      | 33            | 3             | 9             | -             | 7             | -             | -             | -             | -             | 15            | -             | -             | -             | -             | -             | -             | -             | -             | -             | 2             | -             | -             | -             | 2             | 2             | 42            |               |               |               |
| Seoul 1988            | 42            | 7             | 12            | -             | 1             | 2             | -             | -             | -             | 14            | 5             | -             | -             | -             | -             | -             | -             | 1             | -             | 2             | -             | -             | -             | -             |               |               |               |               |               |
| Barcelona 1992        | 35            | 7             | 9             | -             | 8             | -             | -             | -             | -             | -             | 3             | -             | -             | -             | 1             | -             | -             | -             | 10            | 2             | 2             | 1             | -             | 1             | 2             | 34            |               |               |               |
| Atlanta 1996          | 45            | 9             | 8             | -             | 6             | -             | 2             | -             | -             | 16            | 6             | 1             | -             | -             | 1             | -             | -             | -             | -             | 3             | 2             | 2             | -             | 1             | 3             | 34            |               |               |               |
| Sydney 2000           | 47            | 10            | 21            | -             | 7             | -             | 2             | -             | 1             | -             | 7             | 2             | -             | -             | 3             | 2             | -             | -             | -             | 1             | 2             | 1             | 1             | 3             | 5             | 41            |               |               |               |
| Athens 2004           | 62            | 10            | 21            | -             | 7             | -             | 7             | -             | -             | -             | 11            | 1             | -             | -             | 6             | 5             | 0             | 1             | -             | 2             | 1             | -             | -             | -             |               |               |               |               |               |
| Bắc Kinh 2008         | 62            | 13            | 16            | 1             | 7             | 1             | 2             | -             | -             | -             | 10            | 3             | -             | -             | 5             | 1             | -             | -             | 12            | 1             | 3             | -             | 1             | 1             | 2             | 64            |               |               |               |
| Luân Đôn 2012         | 39            | 12            | 6             | -             | 8             | 1             | 2             | -             | -             | -             | 2             | 1             | -             | 1             | 1             | -             | 1             | -             | 12            | 1             | 3             | 1             | -             | -             | 1             | 50            |               |               |               |
| Rio de Janeiro 2016   | 65            | 13            | 16            | -             | 8             | 2             | 2             | 18            | 2             | -             | 5             | 2             | 3             | 1             | 1             | -             | -             | -             | -             | 2             | 3             | -             | 2             | -             | 2             | 62            |               |               |               |
| Tokyo 2020            | 0             | 0             | -             | -             | -             | -             | -             | -             | -             | -             | -             | -             | -             | -             | -             | -             | -             | -             | -             | -             | -             | -             | -             | -             | 0             | 0             |               |               |               |
| Tổng                  | Tổng          | Tổng          | Tổng          | Tổng          | Tổng          | Tổng          | Tổng          | Tổng          | Tổng          | Tổng          | Tổng          | Tổng          | Tổng          | Tổng          | Tổng          | Tổng          | Tổng          | Tổng          | Tổng          | Tổng          | Tổng          | 5             | 4             | 8             | 17            |               |               |               |               |

## Vận động viên đoạt huy chương
Chỉ có hai vận động viên Algérie giành được hai huy chương trong lịch sử Thế vận hội: vận động viên điền kinh Taoufik Makhloufi và vận động viên quyền Anh Hocine Soltani.
| VĐV               | Môn thi đấu | Thế vận hội |   |   |   | Tổng số |
| ----------------- | ----------- | ----------- | - | - | - | ------- |
| Taoufik Makhloufi | Điền kinh   | 2012–2016   | 1 | 2 | 0 | 3       |
| Hocine Soltani    | Boxing      | 1992–1996   | 1 | 0 | 1 | 2       |

Ghi chú: VĐV có tên trong ô màu vàng nâu vẫn đang thi đấu.

## Vận động viên giành huy chương vàng
Bảng sau thống kê những vận động viên đã đạt huy chương vàng cá nhân tại các kỳ Olympic (và cả các giải vô địch thế giới).
|         | VĐV                | Môn thi đấu | Năm sinh | Thời gian thi đấu | Huy chương cá nhân | Huy chương cá nhân | Huy chương cá nhân | Huy chương cá nhân | Huy chương cá nhân | Huy chương cá nhân | Huy chương đồng đội | Huy chương đồng đội | Huy chương đồng đội | Huy chương đồng đội | Huy chương đồng đội | Huy chương đồng đội | Tổng số             | Tổng số             | Tổng số             | Tổng số            | Tổng số            | Tổng số            | Tổng số            | Tổng số | Tổng số | Tổng số |
| Olympic | Olympic            | Olympic     | Năm sinh | Thời gian thi đấu | Vô địch thế giới   | Vô địch thế giới   | Vô địch thế giới   | Olympic            | Olympic            | Olympic            | Vô địch thế giới    | Vô địch thế giới    | Vô địch thế giới    | Huy chương cá nhân  | Huy chương cá nhân  | Huy chương cá nhân  | Huy chương đồng đội | Huy chương đồng đội | Huy chương đồng đội | Cá nhân + Đồng đội | Cá nhân + Đồng đội | Cá nhân + Đồng đội | Cá nhân + Đồng đội |         |         |         |
| ------- | ------------------ | ----------- | -------- | ----------------- | ------------------ | ------------------ | ------------------ | ------------------ | ------------------ | ------------------ | ------------------- | ------------------- | ------------------- | ------------------- | ------------------- | ------------------- | ------------------- | ------------------- | ------------------- | ------------------ | ------------------ | ------------------ | ------------------ | ------- | ------- | ------- |
|         | VĐV                | Môn thi đấu | Năm sinh | Thời gian thi đấu |                    |                    |                    |                    |                    |                    |                     |                     |                     |                     |                     |                     |                     |                     |                     |                    | Tot.               |                    |                    |         |         |         |
| 1       | Noureddine Morceli | Điền kinh   | 1970     | 1988–1998         | 1                  | 0                  | 0                  | 3                  | 0                  | 0                  | 0                   | 0                   | 0                   | 0                   | 0                   | 0                   | 4                   | 0                   | 0                   | 0                  | 0                  | 0                  | 4                  | 0       | 0       | 4       |
| 2       | Hassiba Boulmerka  | Điền kinh   | 1968     | 1988–1997         | 1                  | 0                  | 0                  | 2                  | 0                  | 1                  | 0                   | 0                   | 0                   | 0                   | 0                   | 0                   | 3                   | 0                   | 1                   | 0                  | 0                  | 0                  | 3                  | 0       | 1       | 4       |
| 3       | Hocine Soltani     | Quyền Anh   | 1972     | 1991–2000         | 1                  | 0                  | 1                  | 0                  | 0                  | 1                  | –                   | –                   | –                   | -                   | -                   | -                   | 1                   | 0                   | 2                   | -                  | -                  | -                  | 1                  | 0       | 2       | 3       |

Ghi chú: VĐV có tên trong ô màu vàng nâu vẫn đang thi đấu.

## Danh sách những vận động viên đoạt huy chương
| Huy chương | Tên VĐV             | Thế vận hội         | Môn thi đấu | Nội dung                  | Thời gian           |
| ---------- | ------------------- | ------------------- | ----------- | ------------------------- | ------------------- |
| Đồng       | Mustapha Moussa     | Los Angeles 1984    | Quyền Anh   | Hạng dưới nặng (nam)      | 9 tháng 8 năm 1984  |
| Đồng       | Mohamed Zaoui       | Los Angeles 1984    | Quyền Anh   | Hạng trung (nam)          | 9 tháng 8 năm 1984  |
| Đồng       | Hocine Soltani      | Barcelona 1992      | Quyền Anh   | Hạng lông (nam)           | 7 tháng 8 năm 1992  |
| Vàng       | Hassiba Boulmerka   | Barcelona 1992      | Điền kinh   | 1500m (nữ)                | 8 tháng 8 năm 1992  |
| Đồng       | Mohamed Bahari      | Atlanta 1996        | Quyền Anh   | Hạng trung (nam)          | 1 tháng 8 năm 1996  |
| Vàng       | Noureddine Morceli  | Atlanta 1996        | Điền kinh   | 1500m (nam)               | 3 tháng 8 năm 1996  |
| Vàng       | Hocine Soltani      | Atlanta 1996        | Quyền Anh   | Hạng nhẹ (nam)            | 4 tháng 8 năm 1996  |
| Đồng       | Abderrahmane Hammad | Sydney 2000         | Điền kinh   | Nhảy cao (nam)            | 24 tháng 9 năm 2000 |
| Đồng       | Djabir Saïd-Guerni  | Sydney 2000         | Điền kinh   | 800m (nam)                | 27 tháng 9 năm 2000 |
| Đồng       | Mohamed Allalou     | Sydney 2000         | Quyền Anh   | Hạng dưới bán trung (nam) | 29 tháng 9 năm 2000 |
| Vàng       | Nouria Merah-Benida | Sydney 2000         | Điền kinh   | 1500m (nữ)                | 30 tháng 9 năm 2000 |
| Bạc        | Ali Saïdi-Sief      | Sydney 2000         | Điền kinh   | 5000m (nam)               | 30 tháng 9 năm 2000 |
| Đồng       | Soraya Haddad       | Bắc Kinh 2008       | Judo        | Hạng cân 52 kg (nữ)       | 10 tháng 8 năm 2008 |
| Bạc        | Amar Benikhlef      | Bắc Kinh 2008       | Judo        | Hạng cân 90 kg (nam)      | 13 tháng 8 năm 2008 |
| Vàng       | Taoufik Makhloufi   | Luân Đôn 2012       | Điền kinh   | 1500m (nam)               | 7 tháng 8 năm 2012  |
| Bạc        | Taoufik Makhloufi   | Rio de Janeiro 2016 | Điền kinh   | 800m (nam)                | 15 tháng 8 năm 2016 |
| Bạc        | Taoufik Makhloufi   | Rio de Janeiro 2016 | Điền kinh   | 1500m (nam)               | 20 tháng 8 năm 2016 |
| Vàng       | Kaylia Nemour       | Paris 2024          | Gymnastics  | Women's uneven bars       | 4 tháng 8 năm 2024  |
| Vàng       | Imane Khelif        | Paris 2024          | Boxing      | Women's 66 kg             | 9 tháng 8 năm 2024  |
| Đồng       | Djamel Sedjati      | Paris 2024          | Athletics   | Men's 800 metres          | 10 tháng 8 năm 2024 |

## Các VĐV cầm cờ cho đoàn tại các kỳ Olympic
| Thế vận hội           | VĐV                          | Môn thi đấu                        |
| --------------------- | ---------------------------- | ---------------------------------- |
| Tokyo 1964            | Mohamed Lazhari              | Thể dục dụng cụ                    |
| Thành phố México 1968 |                              |                                    |
| München 1972          | Azzedine Azzouzi             | Điền kinh                          |
| Montréal 1976         | không tham dự                | không tham dự                      |
| Moskva 1980           |                              |                                    |
| Los Angeles 1984      | Abdelkrim Bendjemil          | Bóng ném                           |
| Seoul 1988            | Noureddine Tadjine           | Điền kinh                          |
| Barcelona 1992        |                              |                                    |
| Atlanta 1996          | Karim El-Mahouab             | Bóng ném                           |
| Sydney 2000           | Djabir Saïd-Guerni           | Điền kinh                          |
| Athens 2004           | Djabir Saïd-Guerni           | Điền kinh                          |
| Bắc Kinh 2008         | Salim Iles                   | Bơi lội                            |
| Luân Đôn 2012         | Abdelhafid Benchabla         | Quyền Anh                          |
| Rio de Janeiro 2016   | Sonia Asselah                | Judo                               |
| Tokyo 2020            | Mohamed Flissi & Amel Melih  | Boxing (Flissi) & Bơi lội (Melih)  |
| Paris 2024            | Yasser Triki & Amina Belkadi | Điền kinh (Triki) & Judo (Belkadi) |

| Thế vận hội              | VĐV                 | Môn thi đấu           |
| ------------------------ | ------------------- | --------------------- |
| Albertville 1992         | Nacera Boukamoum    | Trượt tuyết đổ đèo    |
| Lillehammer 1994         | không tham dự       |                       |
| Nagano 1998              | không tham dự       |                       |
| Thành phố Salt Lake 2002 | không tham dự       |                       |
| Torino 2006              | Christelle Douibi   | Trượt tuyết băng đồng |
| Vancouver 2010           | Mehdi-Selim Khelifi | Trượt tuyết băng đồng |
| Sochi 2014               | không tham dự       | không tham dự         |